# Udhampur
Udhampur (उधमपुर ou ادھم پور en hindoustani) est une ville indienne située dans le district de Udhampur, dont elle est chef-lieu, dans le territoire du Jammu-et-Cachemire. En 2011, sa population était de 35 507 habitants.
En plus de sa gare ferroviaire la ville est le siège d'un base aérienne qui accueille le siège du Commandement nord de l'Armée de terre indienne.